# Leon Dembowski

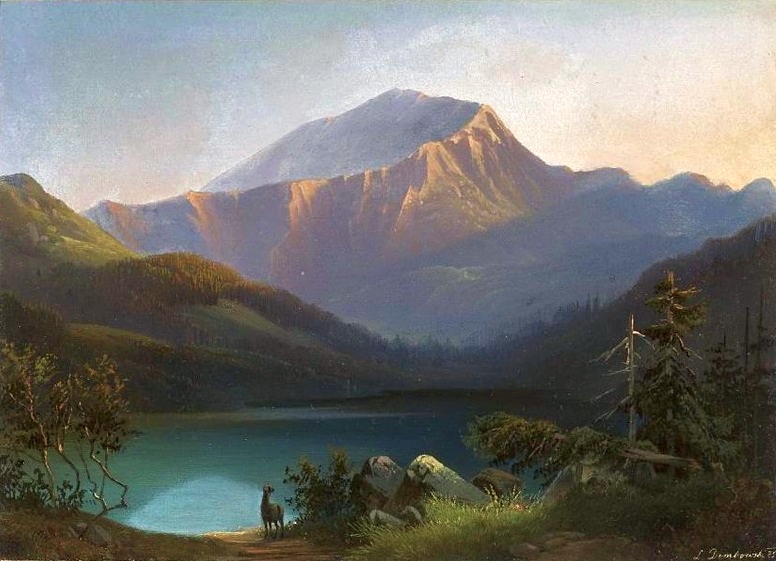
Smreczyny See (Jezioro Smreczyny, 1857) von Leon Dembowski

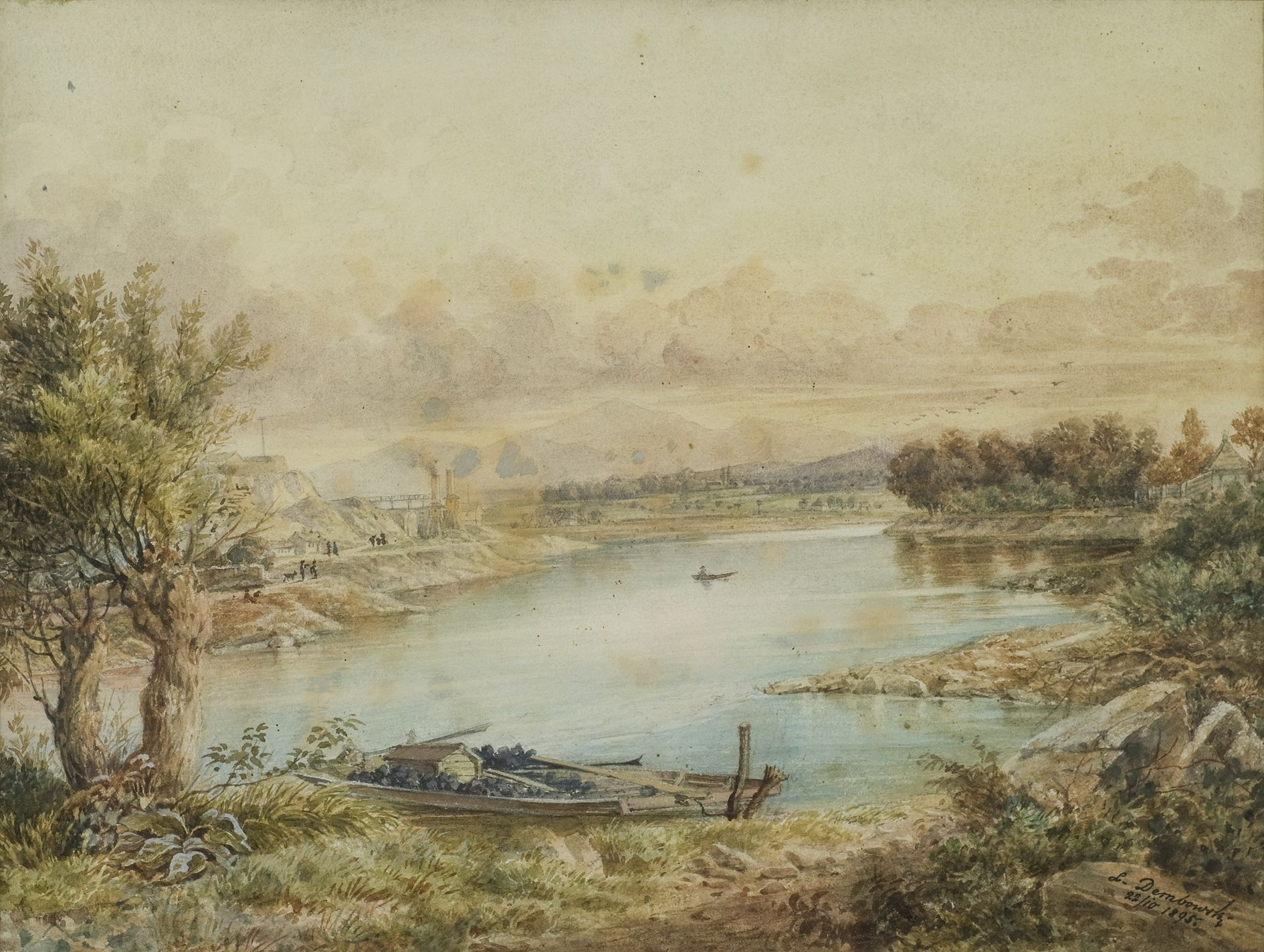
Eine Landschaft aus den Gegenden des Krakaus (Pejzaż z okolic Krakowa, 1895) von Leon Dembowski

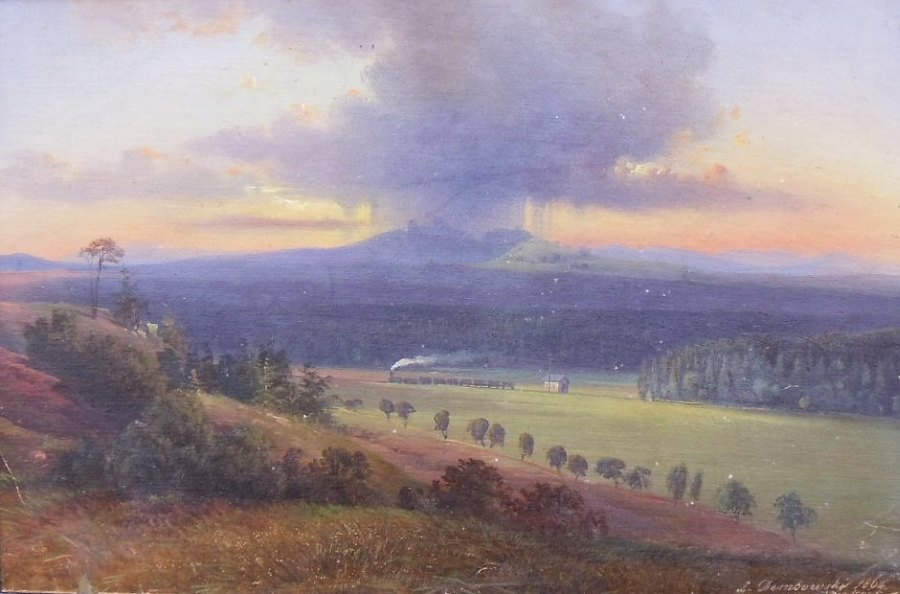
Pejzaż (Landschaft, 1864) von Leon Dembowski

 Leon Dembowski  (* 2. Dezember 1823 in Krakau; † 21. Februar 1904 ebenda) war ein polnischer Maler, Zeichner und Lithograph.

## Leben
Dembowski studierte von 1849 bis 1850 an der Schule für Zeichnung und Malerei, heute die Akademie der Bildenden Künste in Krakau, und in den Jahren 1854 bis 1855 an der Akademie der bildenden Künste in Wien. Er unternahm landeskundliche Reisen, in 1853 in den Wojewodschaften Poznań und Bydgoszcz, 1854 oder 1855 in Österreich und Deutschland sowie 1854 zusammen mit Józef Łepkowski im Kreis Jasło.
Auf diesen Reisen fertigte er zahlreiche Zeichnungen von Architekturdenkmälern, Skulpturen und Gemälden. Es schloss sich eine Lehrtätigkeit an. Von 1858 bis 1872 war der Kunstprofessor an der Akademie der Bildenden Künste Krakau, dann unterrichtete er am Annengymnasium und an der Realschule.
Seine malerischen Sujets waren Landschaften aus der Gegend um Krakau, der Tatra, Pieniny und des Vorkarpatengebirges, auch Architektur-Ansichten von Krakau. Er fertigte nach eigenen Zeichnungen die Lithographien für „Starożytności różnymi czasy w Krakowie z ziemi dobyte” und lieferte zudem Vorlagen für die Lithographien der Editionen „Wzory sztuki Średniowiecznej” von A. Przeździecki und E. Rastawiecki, Warschau, 1855–1858. Zu Dembowskis Schülern zählen Wojciech Grabowski und Stanisław Tarnowski (1838–1909).

## Sammlungen der Bilder
- Biecz, Muzeum Regionalne.
- Bielsko-Biała, Muzeum Okręgowe.
- Krakau, Jagiellonische Bibliothek; Muzeum Archeologiczne; Muzeum Historyczne; Nationalmuseum Krakau; Państwowe Zbiory Sztuki na Wawelu.
- Krosno, Muzeum Okręgowe.
- Leszno, Muzeum Okręgowe.
- Lemberg, GG.
- Warschau, Nationalmuseum Warschau